# 2012年ロンドンオリンピックのスペイン選手団
2012年ロンドンオリンピックのスペイン選手団（2012ねんロンドンオリンピックのスペインせんしゅだん）は、2012年7月27日から8月12日にかけてイギリスの首都ロンドンで開催された2012年ロンドンオリンピックのスペイン選手団、およびその競技結果。

## 概要
今大会は金メダル4個、銀メダル10個、銅メダル6個の合計20個のメダルを獲得した。
スペインオリンピック委員会(COE)によってスペイン選手団が結成され、23競技に男子166人・女子112人の計278人が参加した。1988年ソウルオリンピック以降ではもっとも少ない選手数となった。総メダル数は前回の北京オリンピックより1個多くなった。カヌーが4個、テコンドーが3個とそれぞれ競技別最多を獲得し、セーリング・競泳・シンクロナイズドスイミングがそれぞれ2個を獲得した。3人の選手が複数個のメダルを獲得している。また、シンクロナイズドスイミングとテコンドーに出場したすべての選手が最低1個のメダルを獲得した。スペイン選手団は団体球技でも成功を収めており、女子ハンドボールは銀メダルを、男子水球は銅メダルを獲得したうえに、男子バスケットボールは北京オリンピックに続いて銀メダルを獲得した。テニスではメダルを獲得できなかった。1988年のソウルオリンピックでテニス競技が再導入されてから初めて、テニスではメダルを1個も獲得できなかった。また、自転車競技も6大会ぶりに1個もメダルを獲得できなかった。
今大会のメダル獲得者の中で、セーリングのマリーナ・アラバウとカヌーのサウル・クラビオットは北京オリンピックでもメダルを獲得している。トライアスロンのハビエル・ゴメス、カヌー・スラロームのマイアレン・コラント、レスリング・フリースタイルのマイデル・ウンダは、それぞれの種目でスペイン初のメダルを獲得した。ダビド・カルはアテネオリンピックで2個、北京オリンピックで2個、今大会で1個のメダルを獲得しており、オリンピックで5個のメダルを獲得したスペイン初の選手となった。ミレイア・ベルモンテは2個のメダルを獲得したスペイン初の競泳選手となった。
陸上女子走高跳とカヌー男子スプリントC-1 200mでそれぞれ2位だったロシア選手とリトアニア選手のドーピング違反が2019年に発覚し、2021年にルート・ベイティアとアルフォンソ・ベナビデスは繰り上げとなり銅メダルを獲得した。

## メダル
| メダル | 選手名 | 競技                       | 種目                     | 日付（現地） |
| ------ | --- | -------------------------- | ------------------------ | ------------ |
| 金     | マリーナ・アラバウ | セーリング                 | 女子RS-X級               | 8月7日       |
| 金     | タマラ・エチェゴジェン アンヘラ・プマリエガ ソフィア・トロ | セーリング                 | 女子エリオット6m級       | 8月11日      |
| 金     | リディア・バレンティン | ウエイトリフティング       | 女子75kg級               | 8月3日       |
| 金     | ホエル・ゴンサレス | テコンドー                 | 男子58kg級               | 8月8日       |
| 銀     | ミレイア・ベルモンテ | 競泳                       | 女子800m自由形           | 8月3日       |
| 銀     | ミレイア・ベルモンテ | 競泳                       | 女子200mバタフライ       | 8月1日       |
| 銀     | マルタ・バック アンドレア・ブラス アナ・コパド アンナ・エスパル ラウラ・エステル マイカ・ガルシア・ゴドイ ラウラ・ロペス ロレナ・ミランダ オナ・メセグエル マティルデ・オルティス イェニフェル・パレハ ピラル・ペーニャ ロセル・タラゴ                                                      | 水球                       | 女子                     | 8月9日       |
| 銀     | オナ・カルボネル アンドレア・フエンテス | シンクロナイズドスイミング | 女子デュエット           | 8月7日       |
| 銀     | パウ・ガソル ルディ・フェルナンデス セルヒオ・ロドリゲス フアン・カルロス・ナバーロ ホセ・カルデロン フェリペ・レジェス ビクトル・クラベール フェルナンド・サン・エメテリオ セルヒオ・リュル マルク・ガソル セルジ・イバカ ビクトル・サダ                                                   | バスケットボール           | 男子                     | 8月12日      |
| 銀     | ダビド・カル | カヌー                     | 男子スプリントC-1 1000m  | 8月8日       |
| 銀     | サウル・クラビオット | カヌー                     | 男子スプリントK-1 200m   | 8月11日      |
| 銀     | ニコラス・ガルシア | テコンドー                 | 男子80kg級               | 8月10日      |
| 銀     | ブリヒッテ・ヤグエ | テコンドー                 | 女子49kg級               | 8月8日       |
| 銀     | ハビエル・ゴメス | トライアスロン             | 男子                     | 8月7日       |
| 銅     | クララ・バシアナ アルバ・カベリョ オナ・カルボネル マルガリダ・クレスピ アンドレア・フエンテス タイス・エンリケス パウラ・クラムブルグ イレネ・モントルッチオ ライア・ポンス | シンクロナイズドスイミング | 女子チーム               | 8月10日      |
| 銅     | マイデル・ウンダ | レスリング                 | 女子フリースタイル72kg級 | 8月9日       |
| 銅     | アンドレア・バルノ カルメン・マルティン ネリー・アルベルト ベアトリス・フェルナンデス ベロニカ・クアドラド マルタ・マングエ マカレナ・アグイラール シルビア・ナバーロ イェシカ・アロンソ エリサベト・ピネド ボゴナ・フェルナンデス バネサ・アモロス パトリシア・エロルザ ミハエラ・シオバヌ | ハンドボール               | 女子                     | 8月11日      |
| 銅     | マイアレン・コラント | カヌー                     | 女子スラロームK-1        | 8月2日       |
| 銅     | ルート・ベイティア | 陸上                       | 女子走高跳               | 8月11日      |
| 銅     | アルフォンソ・ベナビデス | カヌー                     | 男子スプリントC-1 200m   | 8月11日      |

| 競技                       | 金 | 銀 | 銅 | 合計 |
| セーリング                 | 2  | 0  | 0  | 2    |
| テコンドー                 | 1  | 2  | 0  | 3    |
| ウエイトリフティング       | 1  | 0  | 0  | 1    |
| カヌー                     | 0  | 2  | 2  | 4    |
| 競泳                       | 0  | 2  | 0  | 2    |
| シンクロナイズドスイミング | 0  | 1  | 1  | 2    |
| バスケットボール           | 0  | 1  | 0  | 1    |
| トライアスロン             | 0  | 1  | 0  | 1    |
| 水球                       | 0  | 1  | 0  | 1    |
| ハンドボール               | 0  | 0  | 1  | 1    |
| レスリング                 | 0  | 0  | 1  | 1    |
| 陸上                       | 0  | 0  | 1  | 1    |
| 合計                       | 4  | 10 | 6  | 20   |

## 競技別出場選手数
スペインオリンピック委員会(COE)は、23競技に男子166人・女子112人の計278人を選出した。過去のスペイン選手団の中では6番目に大きいが、1988年ソウルオリンピック以降では最小となった。フェンシング、近代五種競技、ボートには選出された選手がおらず、レスリングも女子フリースタイルに1選手が選出されたのみである。最大規模となったのは陸上競技であり、46選手が選出された。
2008年北京オリンピックのメダリストとしては、セーリングのイケル・マルティネスとシャビエル・フェルナンデス、カヌーのダビド・カルなどが今大会にも参加した。競歩のヘスス・アンヘル・ガルシアは1992年バルセロナオリンピックから6大会連続で出場しており、水球のマヌエル・エスティアルテと並んで6大会に出場したスペイン2人目の選手となった。同じく競歩のマリア・バスコとホッケーのポル・アマトは5回目のオリンピックである。卓球の何志文（フアニート）は50歳、新体操のルルデス・モエダーノは17歳であり、それぞれ今大会のスペイン選手団の最年長/最年少選手となった。
カヌーで2度世界王者となったサウル・クラビオット、競泳のミレイア・ベルモンテ、テニスのアナベル・メディナ・ガリゲス、バスケットボールのビクトル・クラベールやサージ・イバーカなどが注目選手として挙げられた。当初はテニスのラファエル・ナダルが開会式の旗手を務める予定だったが、負傷の影響で今大会の欠場を決定したため、バスケットボールのパウ・ガソルが開会式で旗手を務めた。
| 競技                       | 男子 | 女子 | 合計 |
| -------------------------- | ---- | ---- | ---- |
| アーチェリー               | 1    | 1    | 2    |
| 陸上競技                   | 27   | 19   | 46   |
| バドミントン               | 1    | 1    | 2    |
| バスケットボール           | 12   | 0    | 12   |
| ボクシング                 | 2    | 0    | 2    |
| カヌー                     | 6    | 2    | 8    |
| 自転車競技                 | 15   | 1    | 16   |
| 飛込                       | 1    | 1    | 2    |
| ホッケー                   | 16   | 0    | 16   |
| サッカー                   | 18   | 0    | 18   |
| 体操                       | 5    | 8    | 13   |
| 柔道                       | 2    | 4    | 6    |
| セーリング                 | 7    | 7    | 14   |
| 射撃                       | 6    | 2    | 8    |
| 競泳                       | 3    | 11   | 14   |
| シンクロナイズドスイミング | 0    | 9    | 9    |
| 卓球                       | 2    | 3    | 5    |
| テコンドー                 | 2    | 1    | 3    |
| テニス                     | 6    | 6    | 12   |
| トライアスロン             | 3    | 3    | 6    |
| バレーボール               | 2    | 2    | 4    |
| 水球                       | 13   | 13   | 26   |
| ウエイトリフティング       | 1    | 1    | 2    |
| レスリング                 | 0    | 1    | 1    |
| 合計                       | 166  | 112  | 278  |

## ユニフォーム

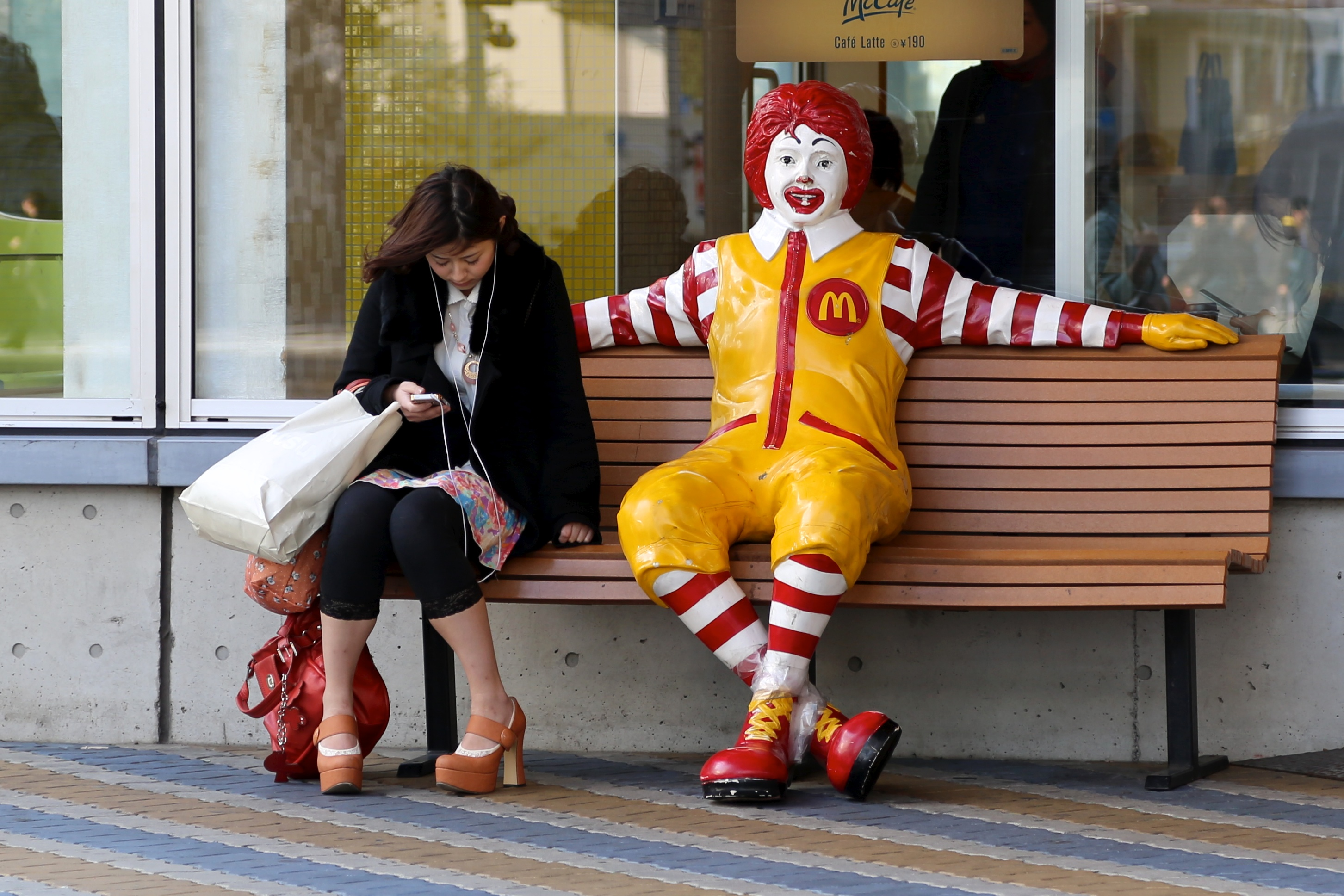
ドナルド・マクドナルド（右）と若い女性

スペインは2008年から進行中の経済危機に苦しんでいた。スペイン選手団はロシアのスポーツウェア企業であるBoscoから提供されたユニフォームを開会式で着用することによって、スペインオリンピック委員会はユニフォームにかかる費用150万ユーロを削減した。Bosco社はロシア選手団とウクライナ選手団にもユニフォームを提供している。
しかし、スペインの選手たちはこのユニフォームが「派手でケバい」「形容する言葉がない」と批判した。ロシアのザ・モスクワ・タイムズは、このユニフォームカラーを「今までに見たことのないような、チェリーレッド、オレンジ、カナリアイエローの組み合わせ」だとした。アメリカ合衆国のナショナル・パブリック・ラジオは、このユニフォームがドナルド・マクドナルドのためにデザインされたのだと揶揄した。